# فرانك ريختر (مجدف)
فرانك ريختر (بالألمانية: Frank Richter)‏ هو مجدف ألماني، ولد في 22 سبتمبر 1964 في هانوفر في ألمانيا.

## وصلات خارجية
- فرانك ريختر على موقع الاتحاد الدولي للتجديف (الإنجليزية)
- فرانك ريختر على موقع أوليمبيديا (الإنجليزية)